# Lenny Henry
Sir Lenworth George Henry (n. 29 august 1958, Dudley, Anglia, Regatul Unit) este un comedian, actor, cântăreț, scriitor și prezentator de televiziune britanic de origine jamaicană, cunoscut ca fiind co-fondator (împreună cu Richard Curtis) al proiectului caritabil Comic Relief. Este în prezent (2020) cancelarul Birmingham City University.